# خورشیدگرفتگی ۲۲ ژوئیه ۲۰۰۹
خورشیدگرفتگی ۲۲ ژوئیه ۲۰۰۹ (به انگلیسی: Solar eclipse of July 22, 2009) یک خورشیدگرفتگی از نوع خورشیدگرفتگی کامل است. این خورشیدگرفتگی در تاریخ ۲۲ ژوئیه ۲۰۰۹ میلادی (‎۳۱ تیر ۱۳۸۸ خورشیدی) روی داد که زمان اوج آن، ساعت ۲:۳۶:۲۵ به‌وقت ساعت هماهنگ جهانی بوده‌است. مدت زمان و طول این خورشیدگرفتگی ۶ دقیقه و ۳۹ ثانیه بود.